# Moldove
Moldove  (ucraniano: Молдове) es una localidad del Raión de Bilhorod-Dnistrovskyi en el Óblast de Odesa de Ucrania. Según el censo de 2001, tenía entonces una población de 562 habitantes.